# 肖戈
肖戈（1971年—），中国艺术家和策展人。

## 生平
1971年出生于上海艺术世家，先后毕业于中国美术学院附中、中央美术学院版画系。1995年前往法国留学，毕业于普罗旺斯大学和巴黎国家高等美术学院。2009年返回中国，刚开始随着姐姐肖鲁在北京东营艺术区装修工作室，后来从事艺术策划。目前在北京和巴黎生活。

## 家庭
父亲是中国美术学院院长肖峰，母亲是中国美术学院副院长宋韧，姐姐也是艺术家肖鲁。